# Maksymilian Rogalski
Maksymilian Rogalski (ur. 24 czerwca 1983 w Częstochowie) – polski piłkarz, występujący na pozycji pomocnika.

## Życiorys
Rogalski rozpoczynał karierę w barwach Rakowa Częstochowa, grającego na czwartym poziomie rozgrywek. W sezonie 2004/2005 wywalczył wraz z klubem awans do III ligi. Oprócz tego studiował dziennie na Politechnice Częstochowskiej. W 2008 roku piłkarz przeszedł do Wisły Płock, gdzie wystąpił w 13 meczach zdobywając jednego gola, po czym został zesłany do rezerw płockiego klubu. Po tym Rogalski szybko powrócił do Rakowa na zasadzie wypożyczenia. Ogółem w Rakowie wystąpił w 212 meczach zdobywając 52 gole.
W 2009 roku do Pogoni Szczecin zawodnika ściągnął jej ówczesny trener, Piotr Mandrysz. Już w swoim pierwszym sezonie w szczecińskim klubie Rogalski dotarł do finału Pucharu Polski, gdzie Pogoń uległa Jagiellonii Białystok. Po trzech latach występów w I lidze świętował awans szczecinian do Ekstraklasy, gdzie występował przez kolejne trzy lata.
W czerwcu 2015 roku piłkarz wystawiony przez Pogoń na listę transferową, w związku z czym Rogalski odszedł do Wisły Płock, z którą w sezonie 2015/2016 awansował do Ekstraklasy. Oficjalnie pożegnany 13 maja 2018 w ligowym meczu przeciwko Koronie Kielce (4:1), odszedł z klubu po sezonie 2018/2019.
Po zakończeniu kariery piłkarskiej, uzyskał licencję trenerską UEFA A. W 2018 został koordynatorem Akademii Pogoń Szczecin, drużyn Pogoni od U14 do rezerw, projektu Pogoń Future oraz treningu pozycyjnego w Akademii Pogoń Szczecin. 18 stycznia 2019 został włączony do sztabu reprezentacji Polski U-20, prowadzonej przez Jacka Magierę.

## Statystyki kariery
| Klub              | Sezon             | Liga              | Liga  | Liga   | Puchar Polski | Puchar Polski | Suma  | Suma   |
| Klub              | Sezon             | Liga              | Mecze | Bramki | Mecze         | Bramki        | Mecze | Bramki |
| ----------------- | ----------------- | ----------------- | ----- | ------ | ------------- | ------------- | ----- | ------ |
| Raków Częstochowa | 2007/08 (j.)      | III liga          | 15    | 9      | 0             | 0             | 15    | 9      |
| Wisła Płock       | 2007/08 (w.)      | II liga           | 10    | 1      | 0             | 0             | 10    | 1      |
| Wisła Płock       | 2008/09 (j.)      | I liga            | 3     | 0      | 0             | 0             | 3     | 0      |
| Raków Częstochowa | 2008/09           | II liga           | 20    | 3      | 0             | 0             | 20    | 3      |
| Pogoń Szczecin    | 2009/10           | I liga            | 30    | 3      | 7             | 2             | 37    | 5      |
| Pogoń Szczecin    | 2010/11           | I liga            | 23    | 1      | 2             | 0             | 25    | 1      |
| Pogoń Szczecin    | 2011/12           | I liga            | 15    | 0      | 1             | 0             | 16    | 0      |
| Pogoń Szczecin    | 2012/13           | Ekstraklasa       | 27    | 2      | 0             | 0             | 27    | 2      |
| Pogoń Szczecin    | 2013/14           | Ekstraklasa       | 32    | 0      | 1             | 0             | 33    | 0      |
| Pogoń Szczecin    | 2014/15           | Ekstraklasa       | 28    | 2      | 2             | 0             | 30    | 2      |
| Pogoń Szczecin    | Ogółem w Pogoni   | Ogółem w Pogoni   | 155   | 8      | 13            | 2             | 168   | 10     |
| Wisła Płock       | 2015/16           | I liga            | 27    | 1      | 1             | 0             | 28    | 1      |
| Wisła Płock       | 2016/17           | Ekstraklasa       | 30    | 0      | 0             | 0             | 30    | 0      |
| Wisła Płock       | 2017/18           | Ekstraklasa       | 2     | 0      | 0             | 0             | 2     | 0      |
| Wisła Płock       | Ogółem w Wiśle    | Ogółem w Wiśle    | 59    | 1      | 1             | 0             | 60    | 1      |
| Ogółem w karierze | Ogółem w karierze | Ogółem w karierze | 262   | 22     | 14            | 2             | 276   | 24     |

## Sukcesy

### Klubowe

#### Raków Częstochowa
- Mistrzostwo grupy IV ligiː 2004/2005

#### Pogoń Szczecin
- Finalista Pucharu Polski: 2009/2010
- Wicemistrzostwo I ligi: 2011/2012

#### Wisła Płock
- Wicemistrzostwo I ligiː 2015/2016